# Kościół św. Elżbiety i św. Wojciecha w Miłakowie
Kościół świętej Elżbiety i świętego Wojciecha – rzymskokatolicki kościół filialny należący do dekanatu Orneta archidiecezji warmińskiej. Jeden z rejestrowanych zabytków miasta.

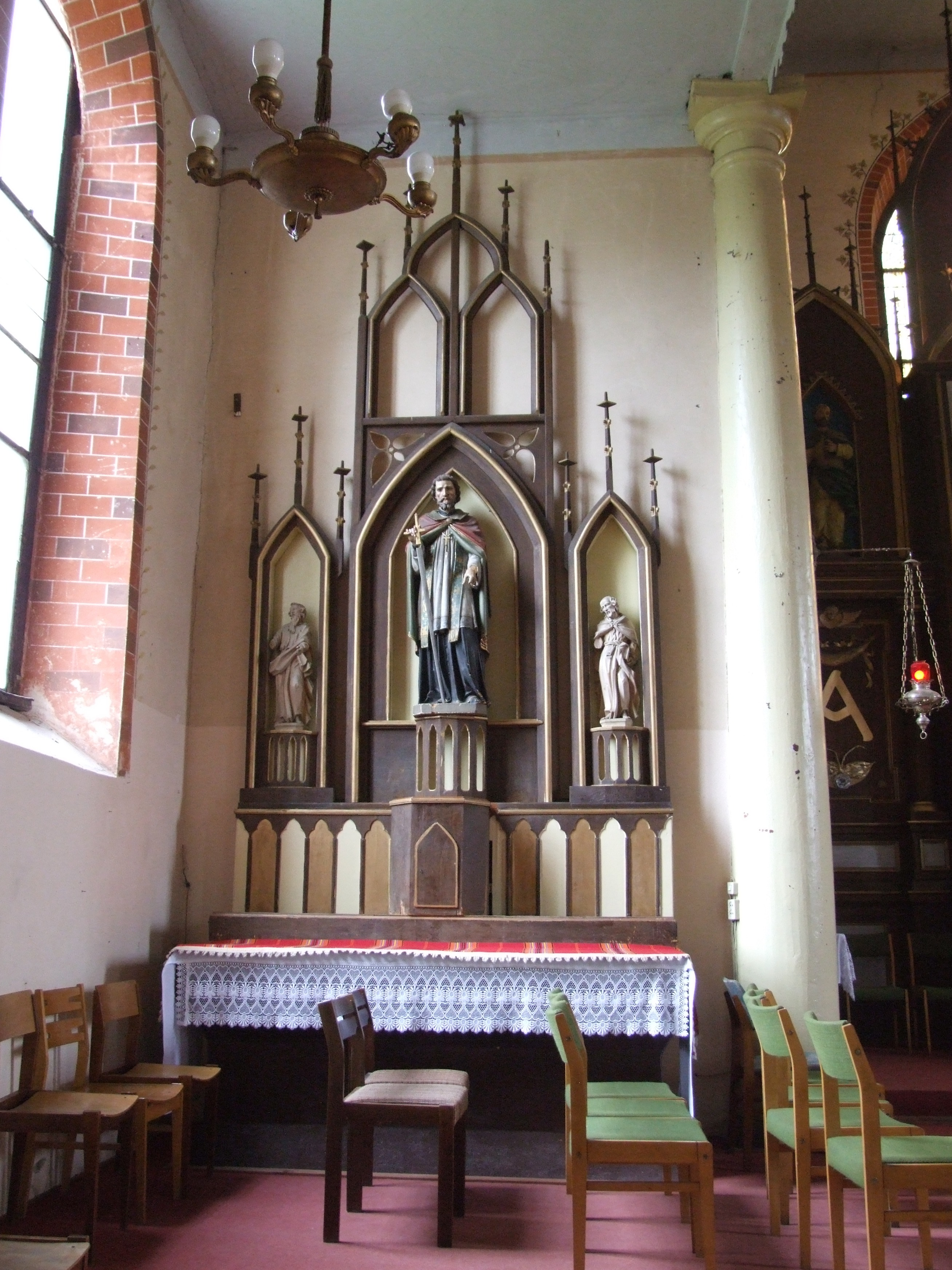
Ołtarz boczny

## Historia i architektura
Jest to świątynia gotycka wzniesiona w latach 1325-50. Odnawiana była w latach
1489-90. Budowla wielokrotnie od 1538 roku przechodziła z rąk luteran do katolików i na odwrót (1606 - katolicka, 1660 - luterańska, 1812 - katolicka). W 1813 roku wnętrze i część wieży zostały zniszczone przez pożar. Kościół został odbudowany w latach 1814-1820. Budowla została ponownie zniszczona w 1945 roku, odbudowano ją w latach 1947-1954 z inicjatywy o. Konstancjusza Władysława Włodyki.
Świątynia została wybudowana z czerwonej cegły według prostokątnego planu, od strony zachodniej znajduje się masywna wieża, nakryta hełmem z 1911 roku. Portyk wieży nakryty jest 8-częściowym sklepieniem gwiaździstym. Korpus główny kościoła jest otynkowany. Wnętrze jest podzielone na trzy nawy przez dwa rzędy drewnianych kolumn toskańskich. Nawa główna nakryta jest płaskim drewnianym sufitem. Nad nawami bocznymi są umieszczone dwupiętrowe empory z 1823 roku. Do wyposażenia budowli należą: wielki neogotycki ołtarz, organy umieszczone w neobarokowym prospekcie, świeczniki i lampy pochodzące z XIX wieku.